# (191621) 2004 MN3
2004 أم أن 3 (ويعرف أيضًا باسم (191621) 2004 أم أن 3 وفق تسمية الكوكب الصغير) (بالإنجليزية: 2004 MN3)‏ هو كويكب ضمن حزام الكويكبات؛ وترتيبه 191621 من حيث الاكتشاف.
اكتُشف هذا الجُرم الفلكي بواسطة جيمس ويتني يونغ في 19 يونيو 2004.

## وصلات خارجية
- (191621) 2004 MN3 في قاعدة بيانات مختبر الدفع النفاث لأجرام النظام الشمسي الصغيرة

- الاكتشاف · مخطط المدار ·  العناصر المدارية · المعلمات المادية

- (191621) 2004 MN3 على موقع ويكي سكاي: DSS2, SDSS, GALEX, IRAS, Hydrogen α, X-Ray, Astrophoto, Sky Map, Articles and images